# 캐롤 대처
캐롤 제인 대처(영어: Carol Jane Thatcher, 1953년 8월 15일~ )는 영국의 총리 마거릿 대처의 딸이자 작가, 언론인이다. 그녀는 마크 대처와 쌍둥이 남매이다. 
캐롤은 1977년부터 1979년까지 시드니 모닝 헤럴드에 근무하면서 호주에서 저널리스트로서의 경력을 시작했다. 그녀는 시드니에서 채널 세븐의 TV 리포터가 되었고, 후에 뉴스 아침 쇼인 11AM의 리포터가 되었다. 영국으로 돌아오면서 캐롤은 LBC, BBC 라디오 4의 아나운서가 되었고, 《The Daily Telegraph》의 여행 기사를 썼다. 그녀의 어머니의 높은 정치적 지위 때문에 많은 신문들이 캐롤과 함께 하는 작품을 출판하기를 거부했다.
캐롤의 첫 번째 책인 《선거일기》는 1983년에 출판되었다. 테니스 선수 크리스 에버트와 공동작업한 그녀의 두 번째 책은 3년 후에 출간되었다. 이 책은 캐롤의 첫 베스트셀러가 되었다.